# Hossein Amanat
Hossein Amanat (lyssna (fil); persiska: حسین امانت), född 1942, är en iransk-kanadensisk, Bahai-troende arkitekt som ritat tre av byggnaderna i Bahai-världscentret i Haifa i Israel samt Bahais bönehus i Tiapapata på Samoa.
Han har examen från Teherans universitet och har även ritat Azaditornet samt några av byggnaderna vid den tekniska högskolan Sharif i Teheran.
Efter den iranska revolutionen 1979 startade förföljelser av Bahai-troende som tvingade Amanat att lämna Iran. Även hans vän och kollega Fariborz Sahba lämnade landet. Båda är nu verksamma i Kanada.

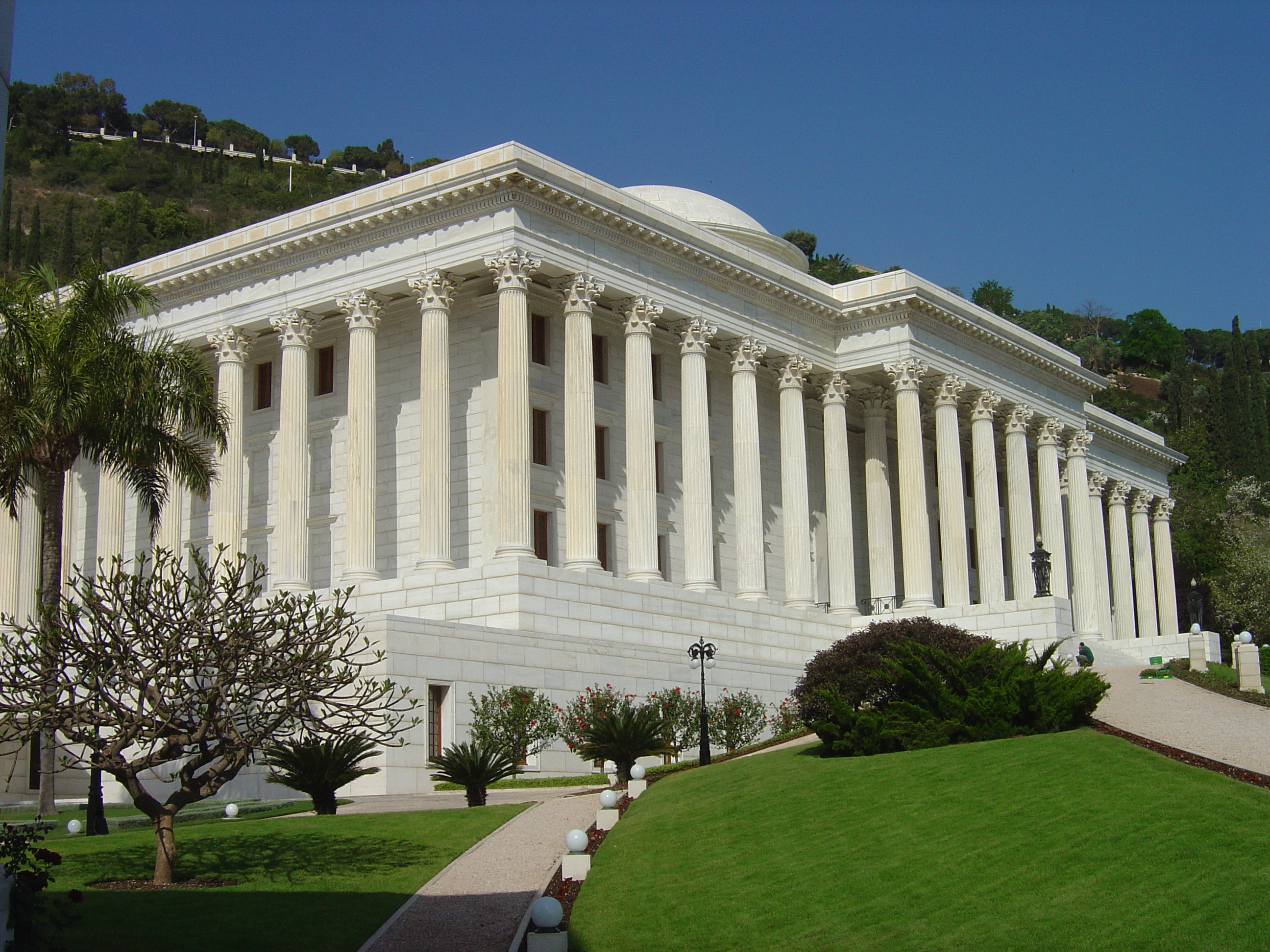
Universella rättvisans hus
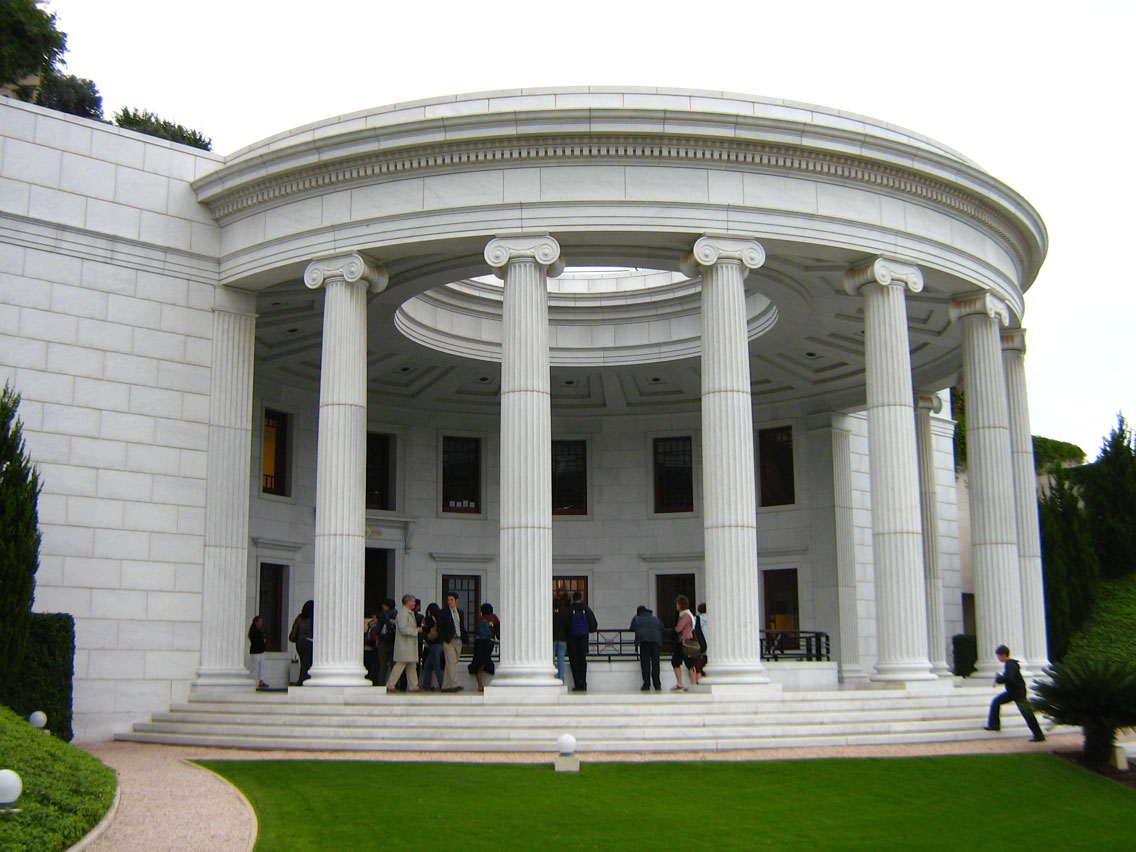
Centret för studier av de heliga skrifterna
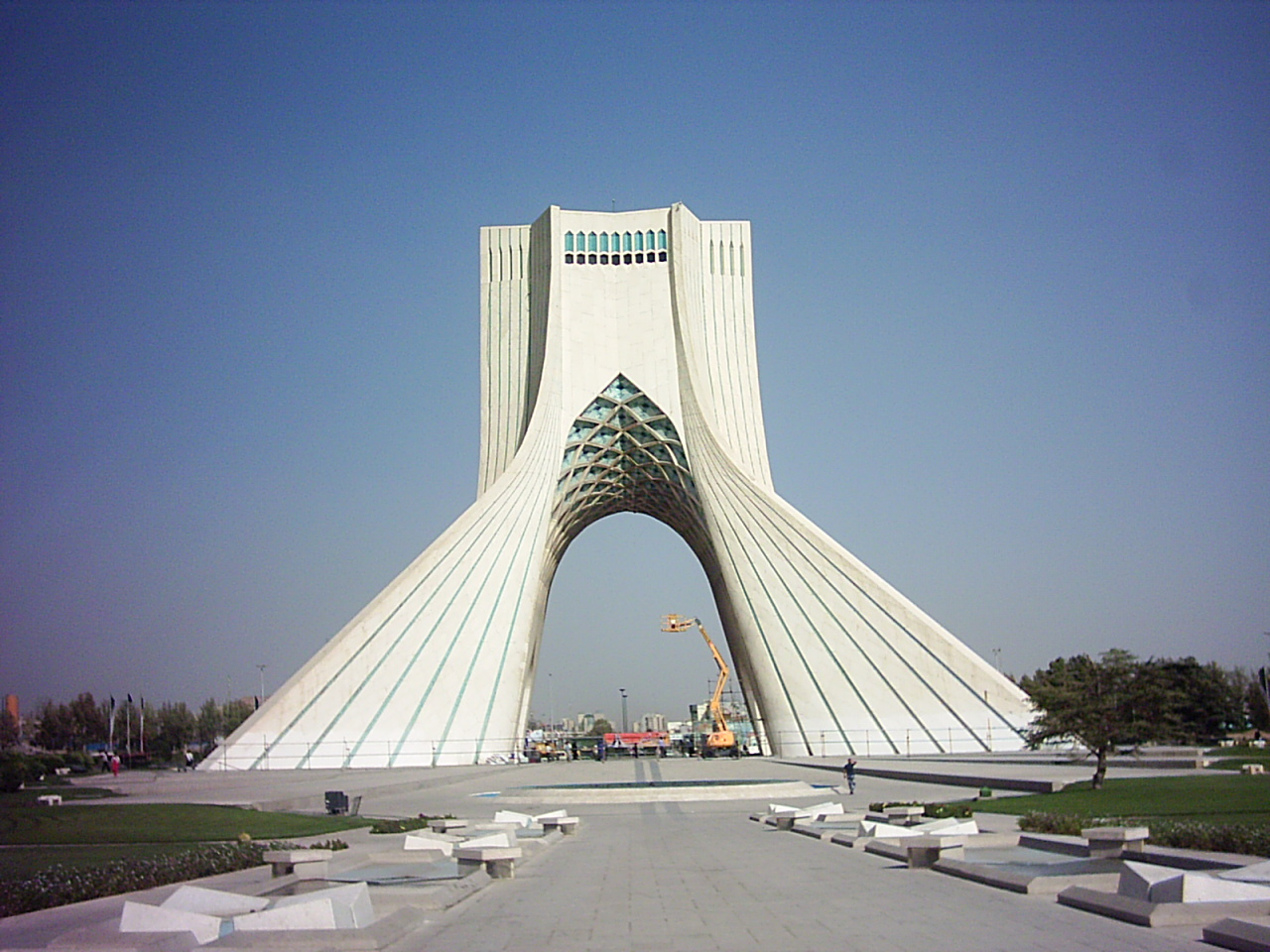
Azaditornet